# Zweistreifen-Zwergbuntbarsch
Der Zweistreifen-Zwergbuntbarsch (Apistogramma bitaeniata) ist ein Buntbarsch aus der südamerikanischen Unterfamilie Cichlinae und zählt zur Gattung Apistogramma. Erstmals beschrieben wurde die Art von dem französischen Ichthyologen Jacques Pellegrin im Jahre 1936. Das Artepitheton „bitaeniata“ leitet sich aus dem Lateinischen ab („bi“ = „zwei“; „taeniatus“ = „gebändert“).

## Merkmale
Während Männchen bis zu 8 cm lang werden, bleiben die Weibchen mit bis zu 5 cm kleiner. Apistogramma bitaeniata kommt in den Farbvarianten blau, gelb und gelegentlich auch rot sowie in Mischformen dieser Varianten vor. Die Tiere weisen auf hellem Grund zumeist zwei mehr oder weniger stark ausgeprägte, dunkle Längsstreifen auf. Männchen besitzen eine gesprenkelte, auffällig zweizipfelige Schwanzflosse (Kaudale). Weibchen sind weniger auffällig gefärbt als Männchen und ihre Beflossung ist weniger intensiv, die Kaudale ist gestutzt. Während der Fortpflanzungsphase nimmt das Weibchen eine zitronengelbe Färbung an.

## Fortpflanzung
Das Weibchen befestigt 40 bis 60 Eier an der Decke einer Bruthöhle, welche von einem Männchen durch Zufecheln von Sperma befruchtet werden. Die Larven schlüpfen nach ca. 4 Tagen und schwimmen nach weiteren 5 bis 6 Tagen frei. Zuchtversuche in der Aquaristik sind häufig erfolgreich.

### Brutverhalten
Das Männchen verteidigt das Brutrevier, wird jedoch in direkter Nähe der Brut nicht geduldet. Die direkte Brutfürsorge übernimmt allein das Weibchen, welches den Laich und die Larven aggressiv verteidigt. Die freischwimmenden Larven orientieren sich an Färbung und Verhalten der Mutter. Schnelle Kopfbewegungen oder rasches Fortschwimmen sind z. B. ein Signal für Gefahr, worauf die Larven erstarren und zu Boden sinken. Bei der Zucht in Aquarien ist zu beobachten, wie weibliche Artgenossen ohne Nachwuchs ein Muttertier in ihrer Färbung imitieren und versuchen, der Mutter ihren Larvenschwarm abzudrängen.

## Nahrung
Grundsätzlich ernährt sich der Zweistreifen-Zwergbuntbarsch omnivor (allesfressend), bevorzugt wird allerdings tierische Nahrung.

## Verbreitung
Das Verbreitungsgebiet der Art erstreckt sich vom brasilianischen Rio Tefé/ Lago Tefé den Amazonas aufwärts bis in die Region um die peruanische Stadt Iquitos. Außerdem kommt der Zweistreifen-Zwergbuntbarsch in den Flüssen Napo und Yavari vor. Er bewohnt Misch- und Schwarzwasser und ist an seichten Stellen aufzufinden. Das Wasser seiner Biotope ist sehr weich (<1°dH) und leicht sauer, der pH-Wert liegt knapp unterhalb der Neutralmarke 7.

## Synonyme
- Apistogramma pertense var. bitaeniata
- Apistogramma sweglesi Meineken, 1961
- Apistogramma klausewitzi Meineken, 1962
- Apistogramma kleei Meineken